# كأس أوغندا
كأس أوغندا (بالإنجليزية: Ugandan Cup)‏ ، هي بطولة رسمية لكرة القدم في أوغندا ، أسست سنة 1971م وتشارك فيه الأندية المسجلة للاتحاد الأوغندي لكرة القدم.

## وصلة خارجية
- Uganda - List of Cup Finals, RSSSF.com